# Thủy điện Nước Biêu
Thủy điện Nước Biêu là thủy điện xây dựng trên dòng suối Nước Biêu tại vùng đất xã Trà Cang huyện Nam Trà My, tỉnh Quảng Nam, Việt Nam.
Thủy điện Nước Biêu có công suất lắp máy 14 MW với 2 tổ máy, sản lượng điện hàng năm 49 triệu kWh, khởi công năm 2017, hoàn thành tháng 12/2019.
Việc xây dựng thủy điện được coi là hủy hoại môi trường, tuy nhiên nó được địa phương đánh giá tích cực do lưới điện quốc gia chưa đảm bảo đáp ứng nhu cầu địa phương là vùng núi hiểm trở.

## Suối Nước Biêu
Suối Nước Biêu là phụ lưu của Sông Tranh trong hệ thống sông Vu Gia - Thu Bồn, chảy ở huyện Nam Trà My tỉnh Quảng Nam.
Sông có chiều dài 16 km.